# Капраја е Лимите
Капраја е Лимите (итал. Capraia e Limite) је насеље у Италији у округу Фиренца, региону Тоскана.
Према процени из 2011. у насељу је живело 5920 становника. Насеље се налази на надморској висини од 28 м.

## Становништво
| 1936. | 1951. | 1961. | 1971. | 1981. | 1991. | 2001. | 2011. |
| ----- | ----- | ----- | ----- | ----- | ----- | ----- | ----- |
| 3.959 | 3.938 | 4.290 | 4.462 | 4.734 | 5.137 | 5.920 | 7.298 |